# 泰納龍角

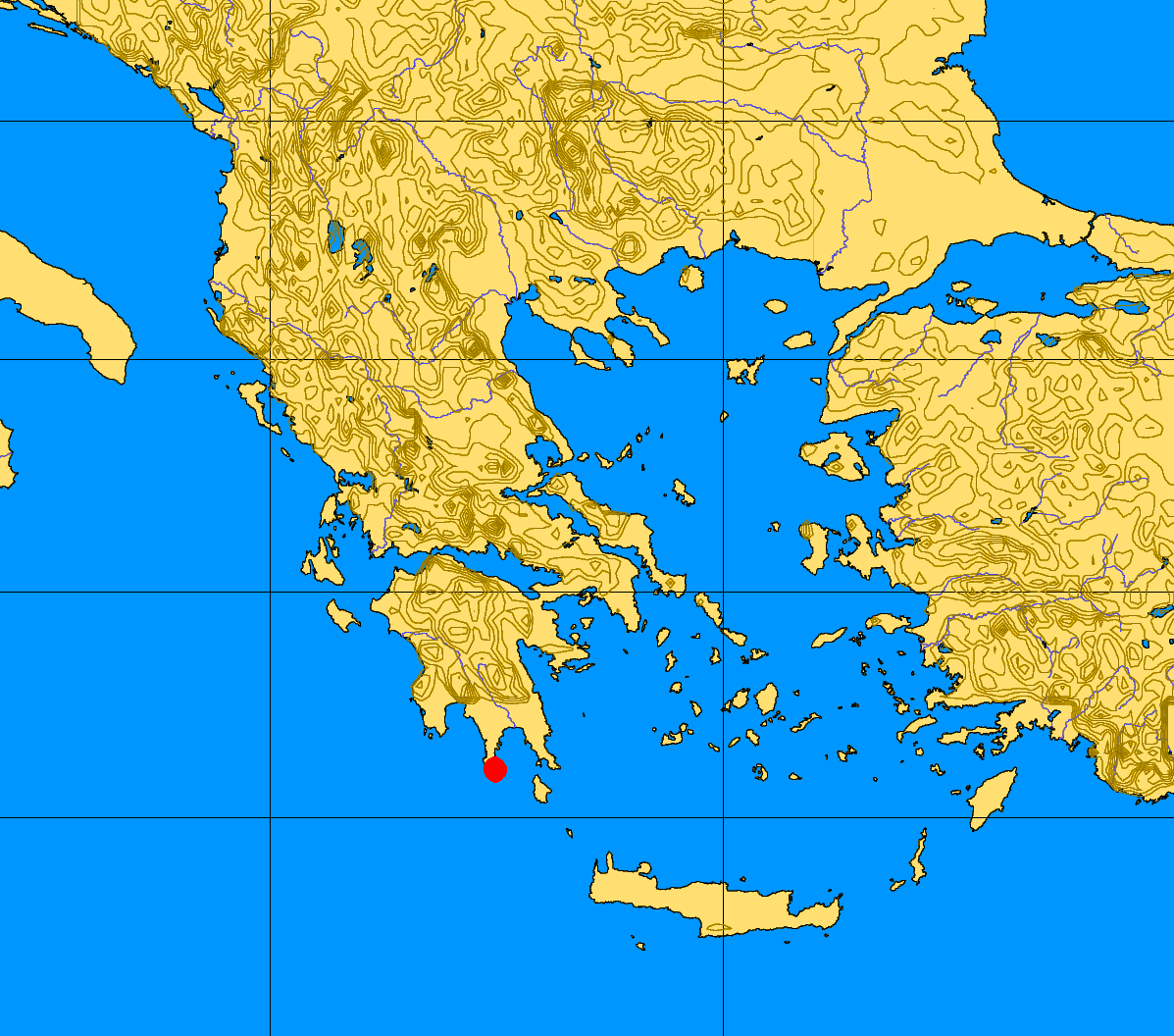
泰纳龙角在希腊的位置

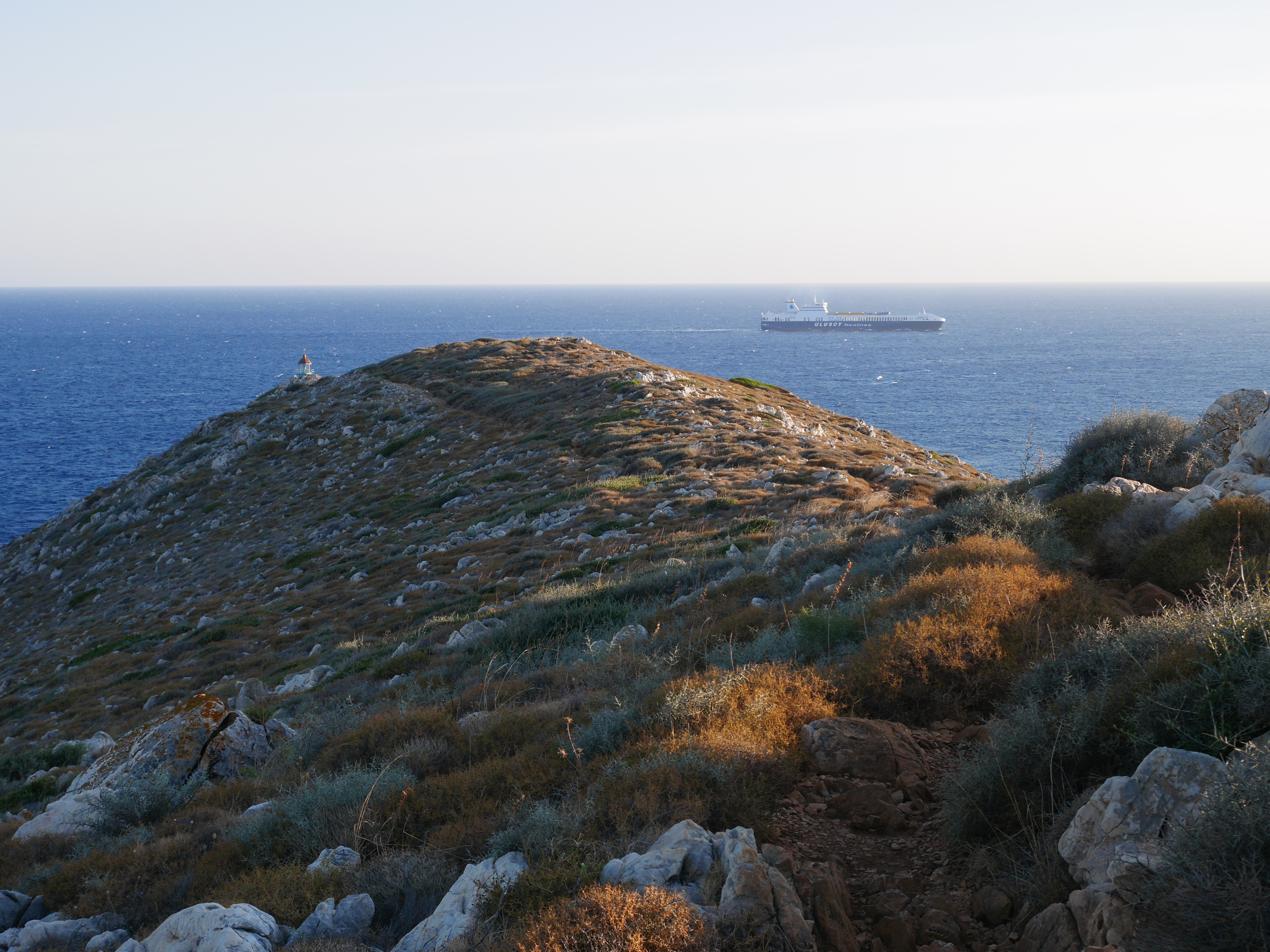
泰纳龙角

泰纳龙角（希臘語：Ακρωτήριο Ταίναρο），又译为泰納羅角，又稱馬塔潘角（希臘語：Κάβο Ματαπάς），是希臘大陆的最南端，位於馬尼半島的南端點。它是西邊的麥西尼亞灣與東邊的拉科尼亞灣的分界點。
第二次世界大戰期間，英澳聯軍與義大利海軍曾在此爆發馬塔潘角海戰，最後以聯軍的勝利告終。